# David Pizarro
David Marcelo Pizarro Cortés (sinh ngày 11 tháng 9 năm 1979 ở Valparaíso) là một cầu thủ bóng đá quốc tế người Chile, từng là thành viên đội tuyển tham dự Olympic Sydney. Anh hiện là cầu thủ của Universidad de Chile.
Biệt danh của Pizarro là "Peq", một từ viết tắt theo tiếng Tây Ban Nha nghĩa là nhỏ.

## Sự nghiệp câu lạc bộ

### Giai đoạn đầu
Pizarro bắt đầu sự nghiệp chơi bóng cho Santiago Wanderers ở Chile.
Đội bóng đầu tiên của Pizarro ở châu Âu là Udinese. Sau đó anh được đem sang cho Universidad de Chile mượn.
Anh đã thu được nhiều thành công cùng Udinese dưới sự dẫn dắt của huấn luyện viên Luciano Spalletti.

### Inter Milan
Pizarro ký hợp đồng 4 năm cùng Inter Milan vào năm 2005 với mức giá 12 triệu Euro và quyền sở hữu 50% với Goran Pandev. Vào thời điểm đó, Pizarro cho biết sẽ kết thúc sự nghiệp trong màu áo Nerazzurri. Tuy nhiên, anh gặp rất nhiều khó khăn để có suất trong đội hình chính.
Trong mùa giải duy nhất cùng Inter, Pizarro vô địch Serie A (do vụ Scandal dàn xếp tỉ số), một Super Coppa Italia và một Copa Italia. 

### Roma
Vào tháng 8 năm 2006, anh đồng ý chuyển tới A.S. Roma với giá 6,5 triệu Euro theo một bản hợp đồng đồng sở hữu. Với những thành công đạt được trong mùa giải 2006-07, Roma cho biết sẽ trả thêm 5,75 triệu Euro cho Inter cho 3 mùa giải tiếp theo trong bản hợp đồng đồng sở hữu của Pizarro, người đóng vai trò quan trọng trong thành công của đội bóng. Khi ở Roma, Pizarro chơi vị trí tiền vệ trung tâm cùng Daniele De Rossi. Pizarro ký bản hợp đồng mới có thời hạn 3 năm với Roma vào tháng 10 năm 2009.

## Thi đấu quốc tế
Anh bắt đầu sự nghiệp thi đấu quốc tế vào năm 1999. Sau khi trở thành một trong những cầu thủ xuất sắc nhất giải trẻ vô địch Nam Mĩ, Nelson Acosta cho anh cơ hội vào đội tuyển.
Anh chơi ở Copa America 1999 và Olympic 2000. Anh cũng tham gia vòng loại World Cup 2002 và World Cup 2006.
Sau khi không thể tham dự World Cup 2006, Pizarro cho biết sẽ giã từ sự nghiệp thi đấu quốc tế. Có hai lý do chính: anh không thích huấn luyện viên phó Juvenal Olmos và phó chủ tịch liên đoàn Reinaldo Sanchez. Lý do khiến anh rời đội tuyển là do các cầu thủ. Anh tin rằng các cầu thủ ở đội tuyển chơi cá nhân để được nổi tiếng và có một số cầu thủ trẻ tập luyện không chăm chỉ trong nhiều cơ hội, điều anh không thể chịu được. Anh cũng cho biết muốn dành thêm thời gian cho gia đình.
Sau khi cùng đội tuyển Chile giành chức vô địch Copa América 2015, Pizarro chính thức chia tay đội tuyển Chile sau 16 năm gắn bó, tổng cộng anh đã thi đấu 46 trận và ghi được 2 bàn thắng.

### Bàn thắng quốc tế
Scores and results list Chile's goal tally first.
| #  | Ngày                | Địa điểm                                              | Đối thủ  | Bàn thắng | Kết quả | Giải đấu |
| -- | ------------------- | ----------------------------------------------------- | -------- | --------- | ------- | -------- |
| 1. | 28 tháng 4 năm 1999 | Sân vận động Felix Capriles, Cochabamba, Bolivia      | Bolivia  | 1–1       | 1–1     | Giao hữu |
| 2. | 22 tháng 3 năm 2000 | Sân vận động quốc gia Chile, Santiago de Chile, Chile | Honduras | 4–2       | 5–2     | Giao hữu |

## Danh hiệu

### Đội tuyển quốc gia
- - Olympic Sydney: Huy chương đồng